# Wētā FX
Wētā FX, anteriormente chamada de Weta Digital, é uma empresa de alto porte para produções com efeitos especiais de computação gráfica. A empresa baseia-se em Wellington, Nova Zelândia. A empresa foi fundada por Peter Jackson, Richard Taylor e Jamie Selkirk em 1993, para realizar efeitos especiais para o filme Heavenly Creatures.
Em 2007, o supervisor de efeitos especiais da Weta Digital, Joe Letteri, foi designado também como diretor da empresa. A Weta Digital já ganhou várias estatuetas do Óscars e vários BAFTA's.
A Wētā FX faz parte de um grande número de empresas co-possuídas por Peter Jackson em Wellington. Sendo elas: Weta Workshop, Weta Productions, Weta Collectibles e Park Road Post Production.

## Produções
A Weta Digital ganhou vários prêmios pelos espetaculares efeitos visuais da trilogia O Senhor dos Anéis, de Peter Jackson. Dois anos mais tarde, a Weta Digital ganhou três prêmios Oscar por King Kong.
A Weta Digital criou vários designers em um software da empresa para os permitir a alcançar a cena do rompimento de chão em O Retorno do Rei sob as técnicas avançadas dos efeitos visuais. A escala das batalhas requeridas para a trilogia de O Senhor dos Anéis conduziu a empresa à criação do MASSIVE, um programa que permite a animação de grandes números de criaturas digitais: caráteres independentes que agem de acordo com as regras de programação para a qual foram feitos; podem mexer-se como se tivessem "vontade própria"; cada um pode ter estilos de luta únicos.
Em King Kong havia uma grande necessidade de gerar Nova Iorque totalmente por computação gráfica, o que conduziu a impresa à criação do CityBot, uma aplicação que é capaz a "construir" lugares; nesse caso, a cidade de Nova Iorque, para satisfazer estas exigências de mais um desafio da computação gráfica.
O pêlo de Kong também requereu o desenvolvimento de uma nova simulação de software modelado. Um set de ferramentas que combinaram técnicas processuais e interativas foi gerado, e permitiu construir "deformers" para acrescentar vento aos 460 bilhões de pêlos individuais da pele do macaco-gigante e resolver uma interação realística com outras superfícies e com atores reais em fundo padrão (verde/azul). Foram criadas sombras que respondiam de acordo com a interação da luz em cada pêlo do macaco-gigante, que acrescentou à qualidade de volume dos grandes pedaços grossos da pele de Kong, que foram arrancados e depois enchidos de cicatrizes, sangue, e lama da Ilha da Caveira. Cada armação de pele de Kong levou 2 "gigabytes" de dados.

## Filmografia de efeitos visuais
- Heavenly Creatures (1994)
- Forgotten Silver (1995) (TV)
- The Frighteners (1996/I)
- Contato (1997)
- The Lord of the Rings: The Fellowship of the Ring (2001)
- The Lord of the Rings: The Two Towers (2002)
- The Lord of the Rings: The Return of the King (2003)
- Van Helsing (2004)
- I, Robot (2004)
- King Kong (2005)
- X-Men: O Confronto Final (2006)
- Eragon (2006)
- Bridge to Terabithia (2007)
- Quarteto Fantástico e o Surfista Prateado (2007)
- The Water Horse: Legend of the Deep (2007)
- 30 Days of Night (2007)
- Jumper (2008)
- The Chronicles of Narnia: Prince Caspian (2008)
- O Dia em que a Terra Parou (2008) (2008)
- District 9 (2009)
- The Lovely Bones (2009)
- Avatar (2009)
- The A-Team (2010)
- Predatores (2010)
- As Viagens de Gulliver (filme de 2010) (2010)
- X-Men: First Class (2011)
- Planeta dos Macacos: A Origem (2011)
- The Adventures of Tintin: The Secret of the Unicorn (2011)
- Os Vingadores (2012)
- Prometheus (2012)
- Abraham Lincoln: Vampire Hunter (2012)
- The Hobbit: An Unexpected Journey (2012)
- Man of Steel (2013)
- Homem de Ferro 3 (2013)
- The Wolverine (2013)
- The Hunger Games: Catching Fire (2013)
- O Hobbit: A Desolação de Smaug (2013)
- Godzilla (2014)
- Dawn of the Planet of the Apes (2014)
- O Hobbit: A Batalha dos Cinco Exércitos (2014)
- Chappie (2015)
- Furious 7 (2015)
- Quarteto Fantástico (2015)
- Maze Runner: The Scorch Trials (2015)
- The Hunger Games: Mockingjay - Part 2 (2015)
- I (2015)
- Krampus (2015)
- Alvin and the Chipmunks: The Road Chip (2015)
- Deadpool (2016)
- Batman v Superman: Dawn of Justice (2016)
- The Jungle Book (2016)
- Central Intelligence (2016)
- Remo (2016)
- Independence Day: Resurgence (2016)
- The BFG (2016)
- Pete's Dragon (2016)
- Spectral (2017)
- Guardiões da Galáxia Vol. 2 (2017)
- Planeta dos Macacos: A Guerra (2017)
- Valerian e a Cidade dos Mil Planetas (2017)
- Liga da Justiça (2017)
- Vingadores: Guerra Infinita (2018)
- Deadpool 2 (2018)
- Rampage (2018)
- Mortal Engines (2018)
- Alita: Anjo de Combate (2019)
- The Umbrella Academy (2019) (TV)
- Game of Thrones (2019) (TV)
- Vingadores: Ultimato (2019)
- Annabelle 3: De Volta para Casa (2019)
- Avatar 2 (2022)
- Avatar 3 (2025)
- Avatar 4 (2029)
- Avatar 5 (2031)